# قائمة الرؤوس الساحلية التونسية

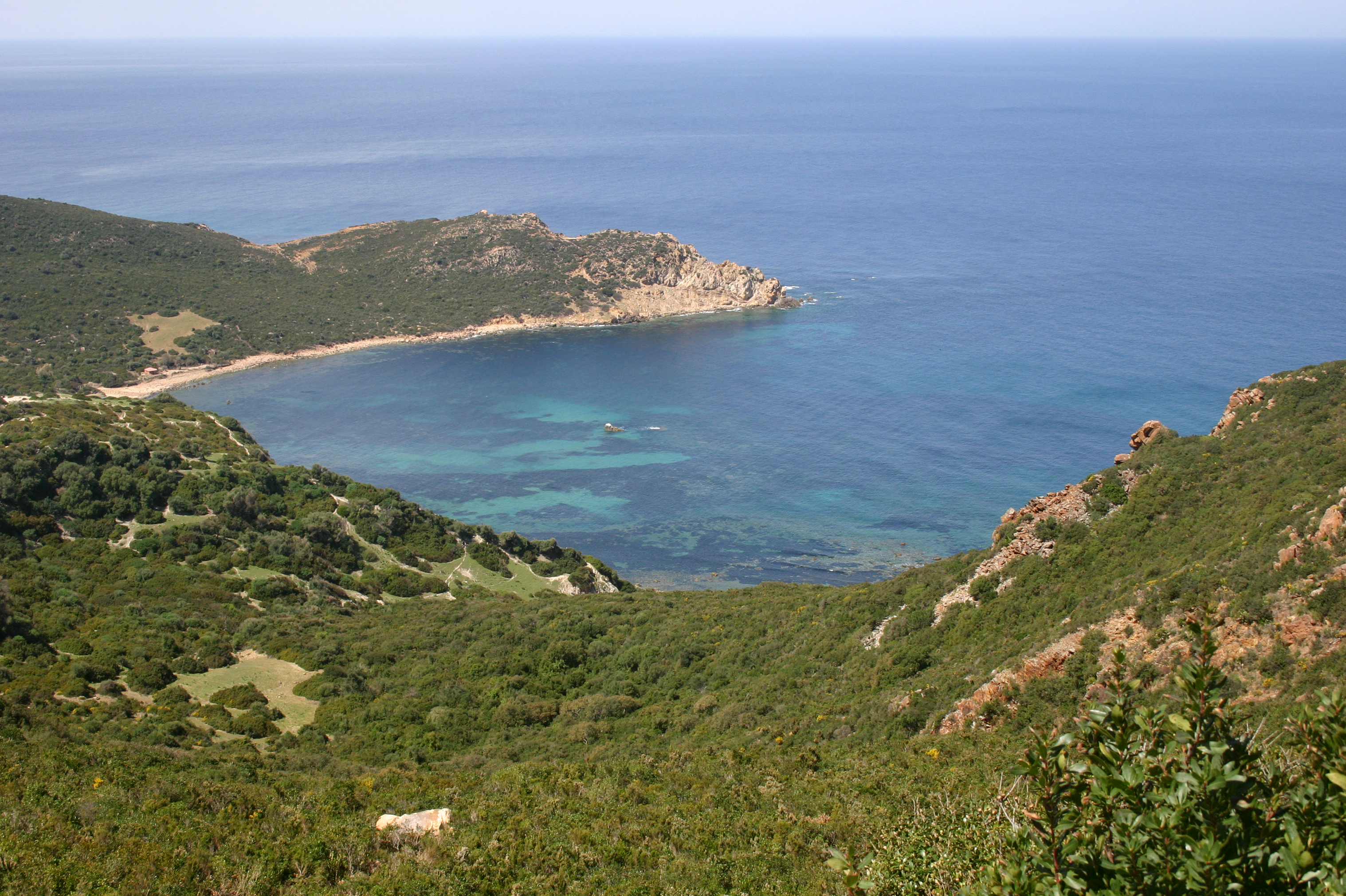
رأس طبرقة

هذه قائمة بالرؤوس الساحلية التونسية موزعة حسب تواجدها.

## الرؤوس الساحلية القارّيّة

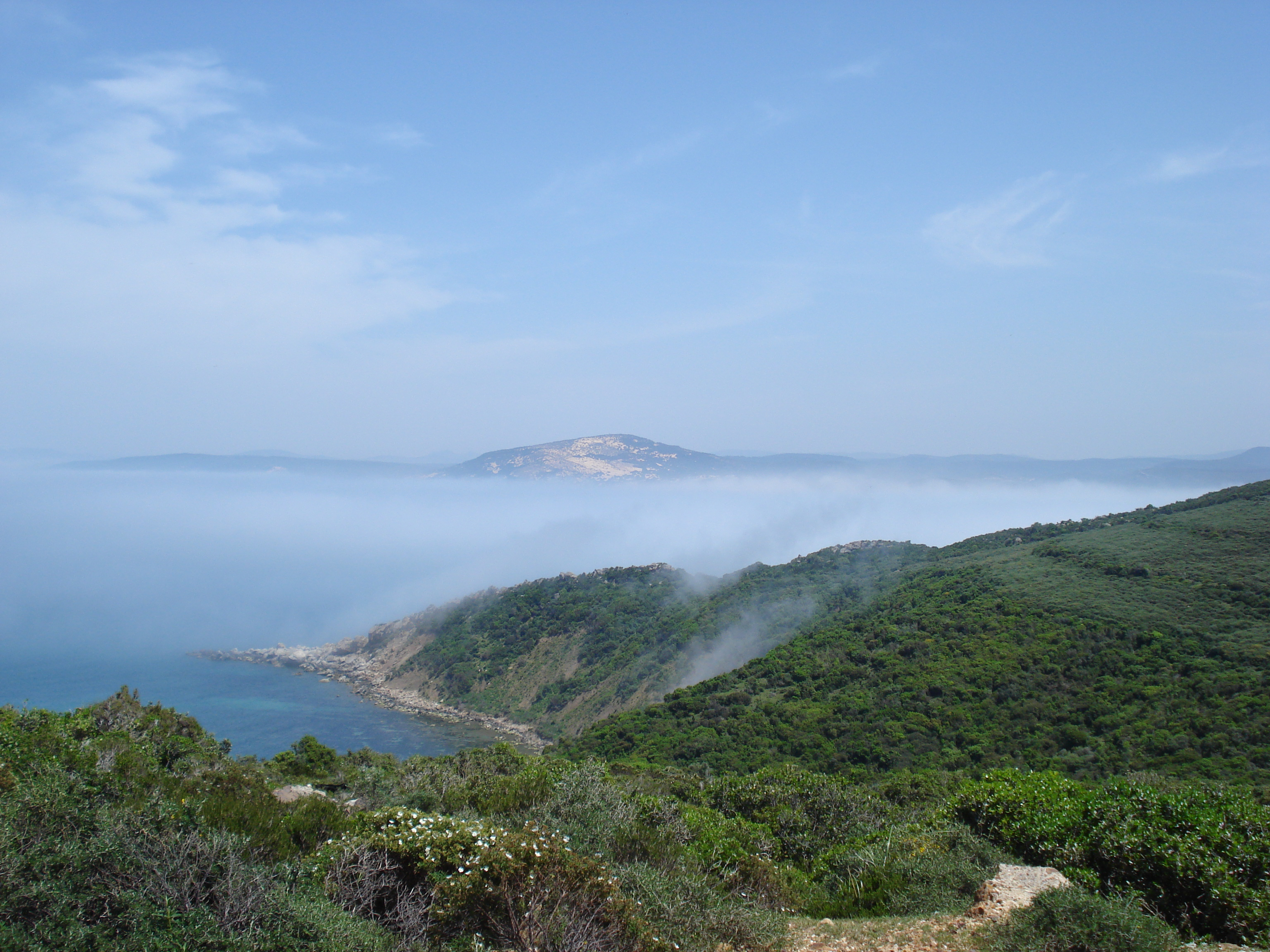
رأس سيراط

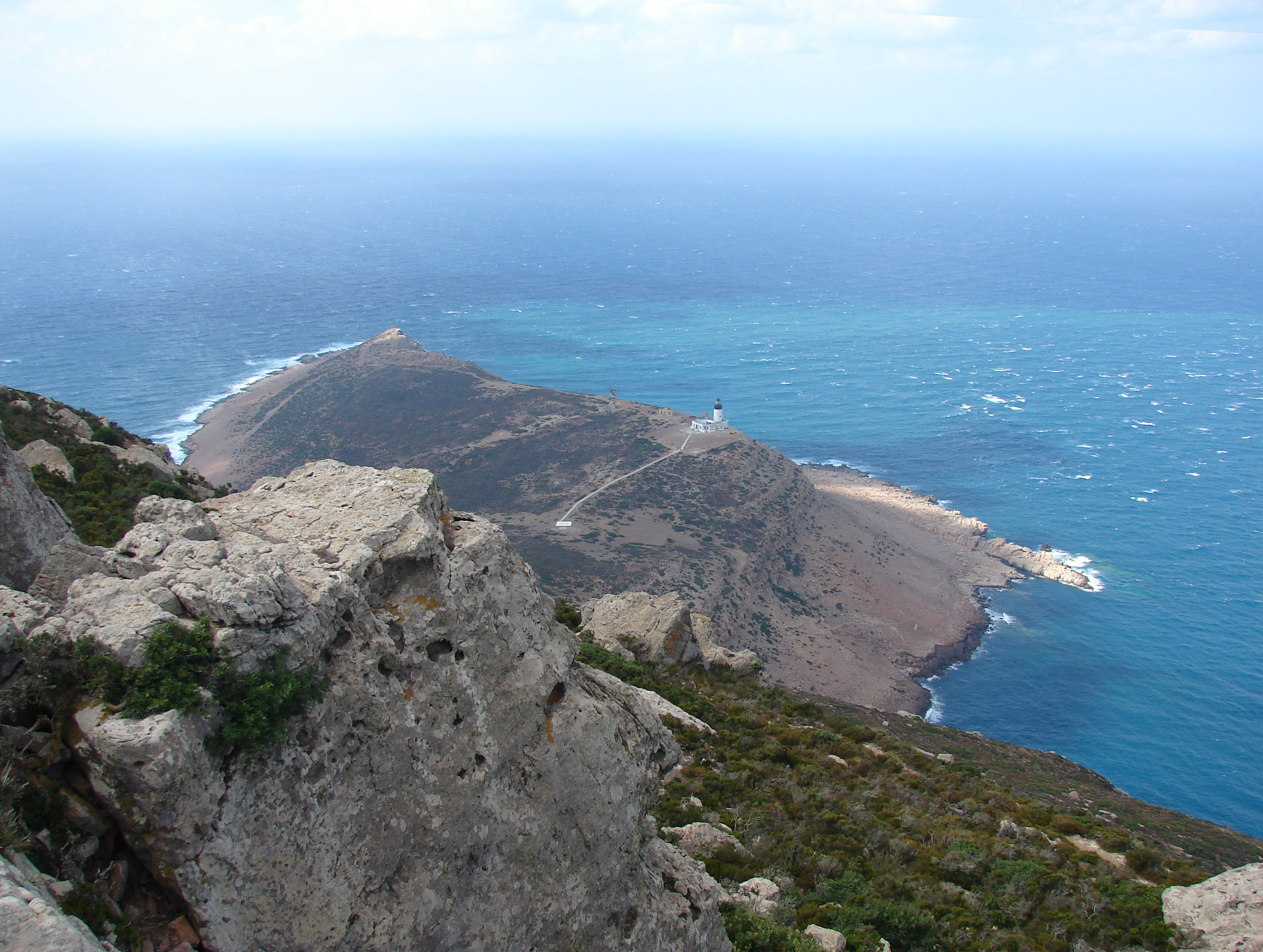
الرأس الطيب

| - رأس صقلب - رأس طبرقة - الرأس الأسود - رأس سيراط - رأس القرعان - رأس أنجلة - رأس بن سكة - الرأس الأبيض - رأس بنزرت - رأس زبيب - رأس البلاط - رأس سيدي علي المكي - رأس قمرت - رأس سيدي بوسعيد - رأس درداس - رأس الفرطاس - الرأس الأحمر - الرأس الطيب | - رأس الدرك - رأس الملح - رأس مصطفى - رأس المعمورة - رأس ديماس - رأس إفريقية - رأس سلقطة - رأس قبودية - رأس الجزيرة - رأس بطرية - رأس صفاقس - رأس بورمادة - رأس برك الله - رأس الجرف - رأس الكراسيم - رأس المرمورة - رأس لمسة - رأس الجدير |

## الرؤوس الساحلية بجزيرة جالطة
| رأس الكلاب |

- رأس الكلاب
- رأس سيروق
- الرأس الغربي
- رأس السيدة

## الرؤوس الساحلية بجزيرة جربة

خارطة جزيرة جربة حيث تظهر الرؤوس الساحلية بها

- رأس برج جليج
- رأس الرمل
- رأس تاقرماس
- رأس للة حضرية
- رأس روقة
- رأس برج القسطيل
- رأس العبيد
- رأس تربلة
- رأس السمية

## الرؤوس الساحلية بأرخبيل قرقنة
- رأس بونومة
- رأس سمون